# Dianowate
Dianowate (Luvaridae) – rodzina morskich ryb okoniokształtnych (Perciformes) występujących w wodach strefy tropikalnej i subtropikalnej, obejmująca jeden współcześnie żyjący gatunek i kilka wymarłych, znanych z zapisów kopalnych paleogenu. Gatunki z tej rodziny są blisko spokrewnione z wymarłymi Kushlukiidae.

## Klasyfikacja
Rodzaj zaliczany do tej rodziny:
Luvarus
Rodzaj wymarły
- †Avitoluvarus

## Przypisy

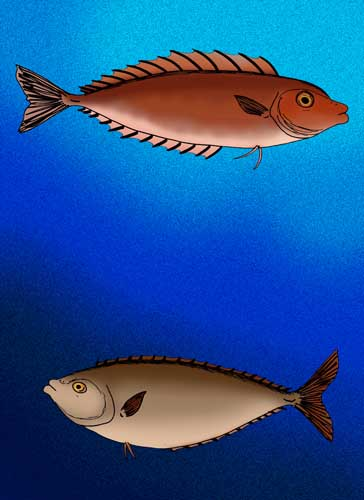
Rekonstrukcja † Avitoluvarus mariannae (u góry) i † Avitoluvarus diana